# Kekertukdjuak Island
Kekertukdjuak Island – niezamieszkana wyspa w zatoce Cumberland, w regionie Qikiqtaaluk, na terytorium Nunavut, w Kanadzie. W pobliżu Kekertukdjuak Island położone są wyspy: Tuapait Island, Tesseralik Island, Akulagok Island, Kekerten Island, Ugpitimik Island, Beacon Island, Miliakdjuin Island.